# Riccardo Carbone
Riccardo Carbone (Napoli, 17 ottobre 1897 – Napoli, 17 dicembre 1973) è stato un fotografo, fotoreporter e archivista italiano, pioniere del fotogiornalismo partenopeo. Per circa mezzo secolo ha fotografato principalmente gli eventi accaduti a Napoli, lasciando alla città un archivio di oltre mezzo milione di fotografie.

## Biografia
Nato nello storico quartiere Mercato, studiò chimica all'Università di Napoli, interrompendo gli studi al terzo anno, quando negli anni venti del XX secolo, la sua passione per la fotografia si trasformò in un vero e proprio lavoro.

Fu il primo fotoreporter de Il Mattino, quando riuscì a convincere il direttore Edoardo Scarfoglio di usare la fotografia come complemento alle notizie, in un'epoca in cui i quotidiani ne erano totalmente privi. La novità del racconto fotografico divenne sempre più importante e le sue foto trovarono sempre più spazio sul giornale.

## I lavori
In uno dei tanti appunti di Carbone trovati nel suo immenso archivio si può leggere:

Infatti l'attività di Carbone ha abbracciato un arco di tempo che dagli anni venti si è protratta fino agli inizi degli anni settanta, fotografando l'epoca del ventennio, attraverso gli scatti del periodo della seconda guerra mondiale, le immagini dell'immediato dopoguerra, della ricostruzione e del boom economico, il tutto contornato dal continuo andirivieni sia del jetset mondiale che di altri personaggi famosi, non disdegnando di fotografare eventi anche di effimera importanza, come ad esempio quello di un fascicolo in cui è riportato il titolo di Rottura condotto dell'acqua.

### Gli esordi
Il primo servizio fotografico di una certa importanza è del 1923, in Grecia, dove documentò la Crisi di Corfù.

Una lastra fotografica risalente al 1926, ritrae lo scultore Vincenzo Gemito mentre lavora ad un busto di Raffaele Viviani.

Nel 1935 fotografa vari calciatori e partite del Napoli, nel 1938 documenta la visita di Hitler a Napoli e continua la sua attività fino all'interruzione del biennio 1943-1944 a causa degli eventi della seconda guerra mondiale.

### Il dopoguerra
Carbone riprese l'attività nel 1945 lavorando per Il Risorgimento, nuovo quotidiano cittadino. Ebbe modo di fotografare le rovine lasciate dalla guerra ed il disagio sociale dell'epoca, come gli scugnizzi e i sciuscià. Dopo questo periodo fondò la Fotoagenzia Napoli, tra i cui allievi ebbe Giacomo Di Laurenzio, Guglielmo Esposito, Franco Pappalardo e Mario Siano, che hanno fatto la storia del fotogiornalismo napoletano.

Negli anni cinquanta e sessanta fotografò la trasformazione ed espansione urbanistica di Napoli e nella stessa epoca diversi personaggi famosi. Nel 1949 immortalò la prima sfilata di Sofia Loren appena quindicenne, nel 1953 gli Harlem Globetrotters, nel 1954 Lucky Luciano negli uffici della Questura di Napoli ed Ernest Hemingway alla Stazione Marittima, nel 1955 Orson Welles appena sbarcato dal transatlantico Andrea Doria.

Durante il loro passaggio nella città partenopea ha fotografato tra gli altri Charlie Chaplin, Trotsky, John Fitzgerald Kennedy, Roberto Rossellini, Ingrid Bergman, Maria Callas e molti personaggi locali come Totò, i fratelli Eduardo e Peppino De Filippo, ed ancora i calciatori del Napoli tra cui Vinicio e Altafini.

### Fine carriera
Terminò la carriera con Il Mattino nel 1970, ma continuò ad essere fotoreporter fino alla morte, che lo colse nel dicembre del 1973.

## L'eredità
In circa mezzo secolo di attività, Riccardo Carbone ha lasciato in eredità circa mezzo milione di negativi fotografici, duemila lastre ed altrettante stampe. Inoltre l'intero patrimonio è catalogato nei suoi manoscritti, in cui per ogni foto sono annotati luogo, data e contenuti.

Per evitare che il tempo danneggiasse il materiale, già in parte intaccato da muffe e deterioramenti, l'Archivio fotografico Riccardo Carbone sta provvedendo alla digitalizzazione ed alla pubblicazione online di quanto conservato.